# اوبا-این
اوبائین، کوبائین (به ژاپنی: 黄梅院) اومه هیمه (به ژاپنی: 於梅（おうめ）) (زمان حیات ۱۵۶۹–۱۵۴۳ میلادی) بزرگترین دختر تاکدا شینگن و همسر اصلی‌اش سانجونوکاتا بود. وی در سال ۱۵۵۴ (میلادی) و پس از اتحاد سه ولایت کوسوسون در سن دوازده سالگی با هوجو اوجیماسا ازدواج کرد.